# 1815
- Wikisource

| Calendário gregoriano                                                        | 1815 MDCCCXV                        |
| Ab urbe condita                                                              | 2568                                |
| Calendário arménio                                                           | 1264 – 1265                         |
| Calendário bahá'í                                                            | -29 – -28                           |
| Calendário budista                                                           | 2359                                |
| Calendário chinês                                                            | 4511 – 4512 Início a 9 de fevereiro |
| Calendário copta                                                             | 1531 – 1532                         |
| Calendário etíope                                                            | 1807 – 1808                         |
| Calendários hindus - Vikram Samvat - Calendário nacional indiano - Cáli Iuga | 1870 – 1871 1736 – 1737 4915 – 4916 |
| Calendário Holoceno                                                          | 11815                               |
| Calendário islâmico                                                          | 1230 – 1231                         |
| Calendário judaico                                                           | 5575 – 5576                         |
| Calendário persa                                                             | 1193 – 1194 Início a 22 de março    |
| Calendário rúnico                                                            | 2065                                |
| Calendário solar tailandês                                                   | 2358                                |

1815 (MDCCCXV na numeração romana) foi um ano comum do século XIX do actual Calendário Gregoriano, da Era de Cristo, a sua letra dominical foi A (52 semanas), teve início a um domingo e terminou também a um domingo.
| Ano completo                    |
| ------------------------------- |
| Ano comum com início ao domingo |

## Eventos

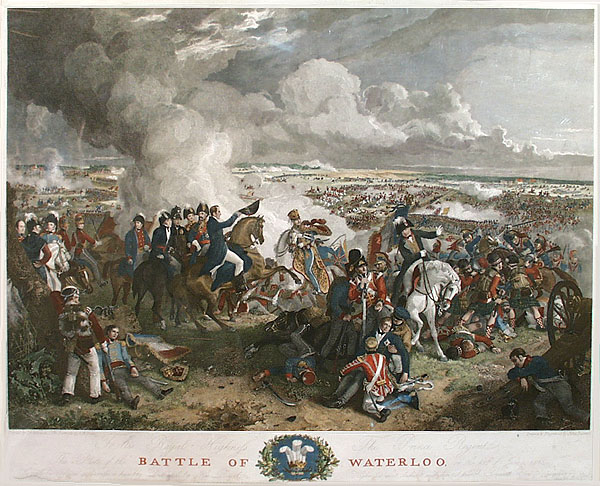
Batalha de Waterloo.

- É nomeado Pedro José Caupers, que foi o último Capitão-donatário da ilha das Flores e Corvo, Açores.
- Napoleão fugiu de Elba e, acompanhado de oitocentos homens, desembarcou na França, onde foi recebido como herói.

### Janeiro
- 22 de janeiro - É assinado em Viena o Tratado de 22 de Janeiro de 1815 entre Portugal e o Reino Unido, abolindo o tráfico de escravos na costa de África acima do Equador.

### Fevereiro
- 26 de fevereiro - Napoleão Bonaparte escapa do exílio na Ilha de Elba.

### Março
- 10 de março - Por força de uma tempestade encalha na Baía de Angra uma escuna inglesa, a 'Belle of Plymouth', no areal do Porto Novo.
- 20 de março - Napoleão entra em Paris com um exército de cerca de 300 000 homens.

### Abril
- 12 de abril - Erupção do vulcão do Monte Tambora, causando cerca de 92 000 mortos e perturbações nas condições atmosféricas que se prolongaram até 1816.

### Junho
- 18 de junho - Napoleão é definitivamente derrotado na Batalha de Waterloo. Depois desta derrota, o imperador abdica e parte para o exílio na Ilha de Santa Helena, no Atlântico Sul.

### Agosto
- 7 de agosto - A Suíça declara sua neutralidade perpétua.

### Dezembro
- 16 de dezembro - O rei D. João VI eleva o Brasil à categoria de Reino Unido de Portugal, Brasil e Algarves.

## Nascimentos
- 12 de fevereiro - Federico de Madrazo y Küntz, pintor espanhol. (m. 1894).
- 12 de março - Jules Trochu, político francês (m. 1896).
- 1 de abril - Otto von Bismarck, político alemão (m. 1898).
- 1 de junho - Otto von Wittelsbach, foi primeiro-ministro da Grécia (m. 1867).
- 16 de junho - Julius Schrader, pintor alemão (m. 1900)
- 18 de julho - Ludvig Holstein-Holsteinborg, foi primeiro-ministro da Dinamarca (m. 1892).
- 16 de agosto - Dom Bosco, santo católico (m.1888).
- 23 de outubro - João Maurício Wanderley, magistrado e político brasileiro (m. 1889).
- 31 de outubro - Karl Weierstrass, matemático alemão (m. 1897)
- 5 de novembro - Martins Pena, dramaturgo e diplomata brasileiro (m. 1848)
- 10 de dezembro - Ada Lovelace, matemática e escritora inglesa (m. 1852)

## Mortes
- 23 de fevereiro — Jonathan Hornblower, inventor e engenheiro inglês, inventor do primeiro motor de expansão múltipla a vapor.
- 24 de fevereiro — Robert Fulton, engenheiro dos EUA que inventou o barco a vapor. (n. 1765).
- 5 de março - Franz Anton Mesmer, foi um médico suábio e fundamentador do Magnetismo animal (Mesmerismo), além de ser um magnetizador por excelência (n. 1734).
- 23 de abril — Alexandre Rodrigues Ferreira, naturalista brasileiro (n. 1756).
- 11 de maio — D. Lourenço José Boaventura de Almada, 1.º conde de Almada (n. 1758).

## Por tema
- 1815 no Brasil
- 1815 na ciência
- 1815 na literatura
- 1815 na música
- 1815 na política
- 1815 no teatro